# Bogacica
Bogacica (deutsch Bodland) ist ein Ort der Gmina Kluczbork in der Woiwodschaft Opole in Polen.

## Geographie

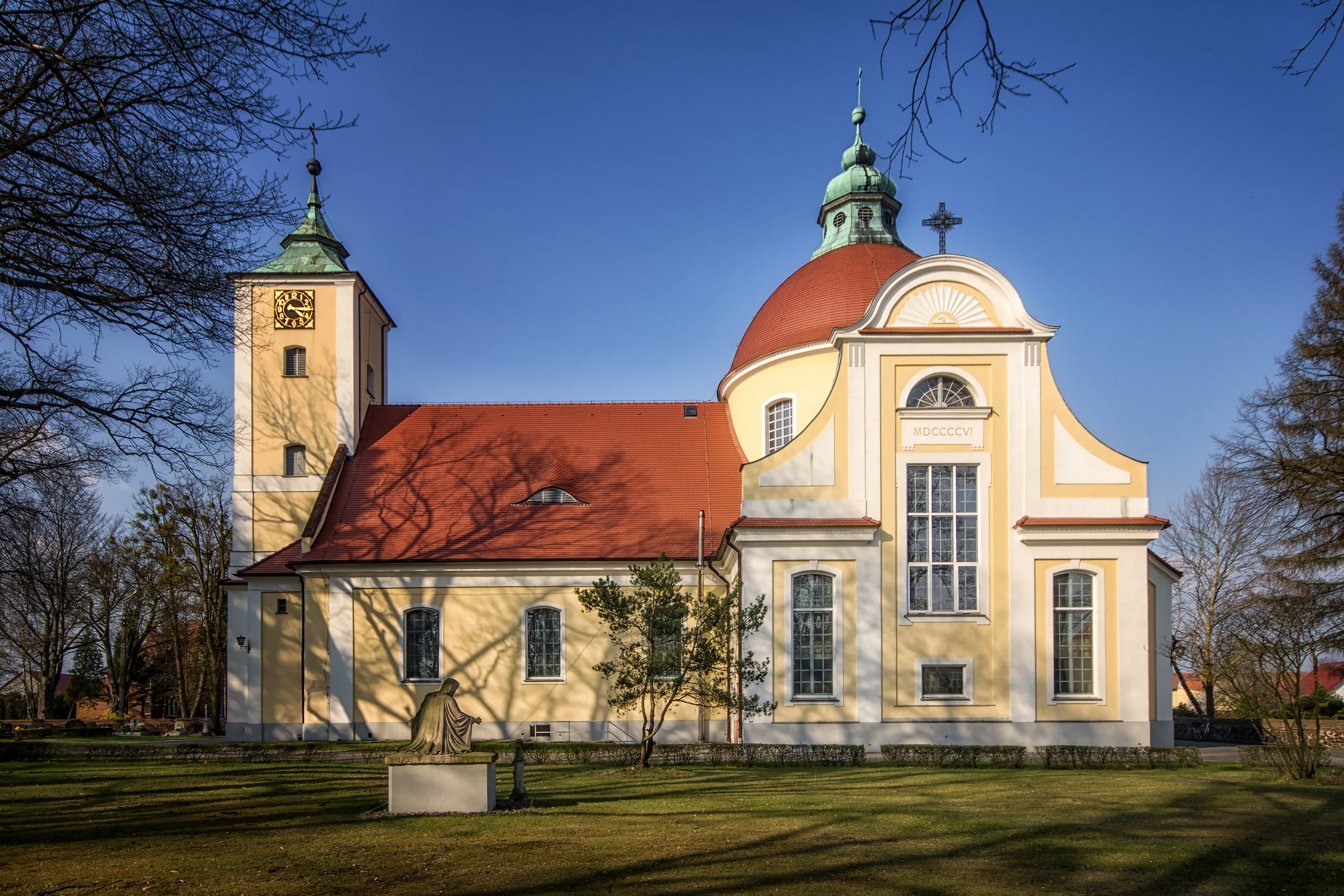
Dreifaltigkeitskirche

### Geographische Lage
Bogacica liegt im nordwestlichen Teil Oberschlesiens im Kreuzburger Land. Bogacica liegt rund neun Kilometer westlich vom Gemeindesitz Kluczbork und etwa 44 Kilometer nordöstlich der Woiwodschaftshauptstadt Oppeln.
Bogacica liegt am Stober.

### Ortsteile
Zu Bogacica gehört die Kolonie Krężel (Krzenschel), das Vorwerk Niederhof, der Weiler Żabiniec (Fabianswalde) sowie die Siedlung Bogacka Szklarnia (Bodländer Glashütte).

### Nachbarorte
Nachbarorte von Bogacica sind im Nordwesten Stare Czaple, im Nordosten Czaple Wolne, im Osten Krasków (Kraskau), Süden Żabiniec (Fabianswalde) und im Südwesten Bogacka Szklarnia (Bodländer Glashütte).

## Geschichte
Der Ort wird 1274 erstmals als Bogalanta erwähnt. Der Name des Dorfes leitet sich vom slawischen Begriff Bogacica ab und bedeutet reicher Ort.
1597 wird unter Hans Melchior Stall, dem damaligen Gutsherrn, die Dorfkirche als evangelisches Gotteshaus erbaut. 1636 wird das Gotteshaus zu einer katholischen Kirche. 1803 wird an deren Stelle eine neue steinerne Kirche erbaut. Geweiht wurde das Kirchengebäude am 3. Oktober 1803.
1845 bestand das Dorf aus einem Schloss, einem Amtsvorwerk, einer katholischen Schule, einer katholischen Pfarrkirche und weiteren 130 Häusern. Im gleichen Jahr lebten in Bodland 1248 Menschen, davon 113 evangelisch und 18 jüdisch. 1874 wird der Amtsbezirk Bodland gegründet. Erster Amtsvorsteher war der kgl. Oberamtmann Pratsch aus Bodland. 1885 lebten in Bodland 1737 Menschen.
1933 lebten in Bodland 2346 Menschen. 1939 hatte der Ort wiederum 3419 Einwohner. Bis 1945 gehörte das Dorf zum Landkreis Rosenberg O.S.
Als Folge des Zweiten Weltkriegs fiel Bodland 1945 wie der größte Teil Schlesiens unter polnische Verwaltung. Nachfolgend wurde der Ort in Bogacica umbenannt und der Woiwodschaft Schlesien angeschlossen. 1950 wurde es der Woiwodschaft Oppeln eingegliedert. 1999 kam der Ort zum neu gegründeten Powiat Kluczborski (Kreis Kreuzburg).

## Sehenswürdigkeiten
- Die katholische Pfarrkirche Heilige Dreifaltigkeit (Kościół par. pw. Świętej Trójcy) wurde zwischen 1797 und 1803 erbaut. Leitender Architekt war Ernst Samuel Friebel. 1905 bis 1906 wurde die Kirche um ein Querhaus mit Kuppel und einem Chor erweitert. E. Klink gestaltete um 1910 die Wandmalereien im Stil des Neobarock. Der barocke Hauptaltar stammt aus dem 17. Jahrhundert und befand sich vorher in der Franziskanerkirche in Namysłów. Der Orgelprospekt wurde im Stil des Régence-Rokoko gestaltet.[6] Die Kirche wurde 1965 unter Denkmalschutz gestellt.[7]
- Gräber der schlesischen Aufständischen der Aufstände in Oberschlesien

## Persönlichkeiten
- Karl von Frankenberg und Proschlitz (1746–1819) – preußischer Generalmajor und Kommandeur
- Hinko von Lüttwitz (1855–1928), preußischer General der Infanterie
- Walther von Lüttwitz (1859–1942), preußischer General